# Swissmint

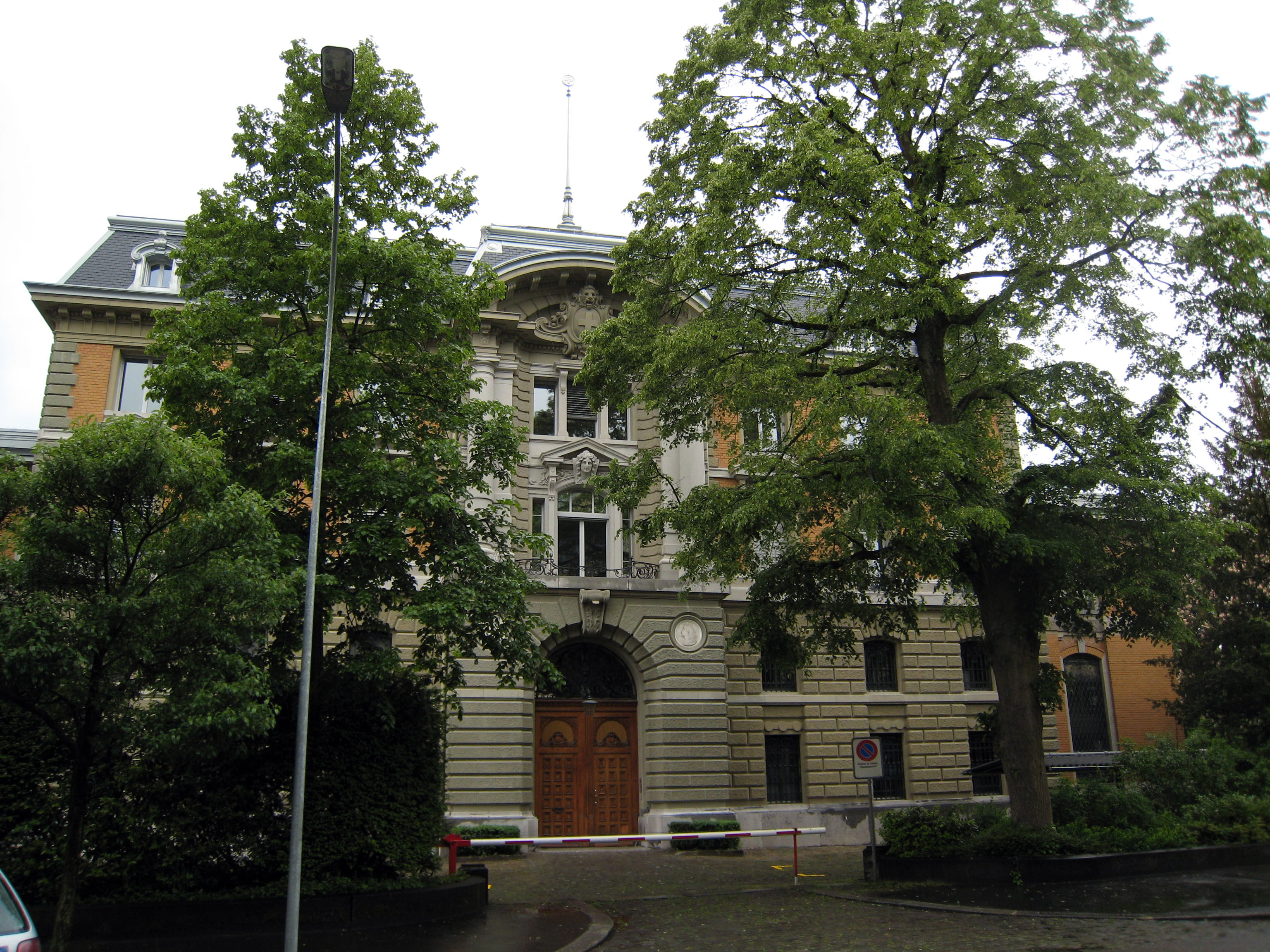
La sede della Swissmint

Swissmint è la zecca ufficiale della Svizzera. La Swissmint è responsabile della produzione delle monete del franco svizzero, sia di quelle destinate alla circolazione che di quelle per il collezionismo. Oltre alla produzione di monete per il governo, la Swissmint produce anche medaglie e monete commemorative per clienti privati.
La Swissmint è un'agenzia del Consiglio federale facente parte dell'Amministrazione federale delle Finanze che a sua volta dipende dal Dipartimento federale delle finanze. Dal 1998 la zecca ufficiale della Confederazione opera come impresa indipendente con il nome di Swissmint.